# Épidémie de peste à Malte en 1813-1814
L'épidémie de peste à Malte en 1813-1814 est la dernière des grandes épidémies de peste qui ont atteint l'archipel maltais, et la première sous administration britannique. Arrivée par bateau d'Alexandrie, elle est particulièrement meurtrière dans certains villages. Elle est responsable de 4 668 décès.

## Arrivée de l'épidémie depuis Alexandrie
Cette épidémie est la première depuis que Malte est passée sous administration britannique après le départ des chevaliers et un bref intermède français. La maladie arrive par le brigantin maltais San Nicola battant pavillon britannique, qui quitte Alexandrie le 17 mars 1813 avec 10 membres d'équipage. Antonio-Maria Mescara, le capitaine, raconte qu'après moins d'une semaine de navigation, deux marins tombent malades et présentent des symptômes de peste. À son arrivée à Malte le 28 mars, le San Nicola est immobilisé dans la baie de Marsamxett, lieu habituel de la quarantaine des navires avec des gardes sanitaires à son bord pour éviter toute communication avec la rive. Le même jour, deux autres navires arrivent d'Alexandrie à Malte avec des symptômes de peste à leur bord : le brigantin britannique Nancy et la polacre espagnole Santa Maria. Mais c'est le San Nicola qui attise la crainte, surtout en raison de son chargement de lin, considéré comme une denrée à haut risque de propagation aérienne. En quelques jours le capitaine Mescara et son serviteur tombent malades et meurent au lazaret le 7 avril. Devant le danger et la pression populaire, les autorités décident de renvoyer le San Nicola à Alexandrie sous escorte militaire. La maladie semble avoir disparu et l'opinion publique s'apaise.

## Propagation

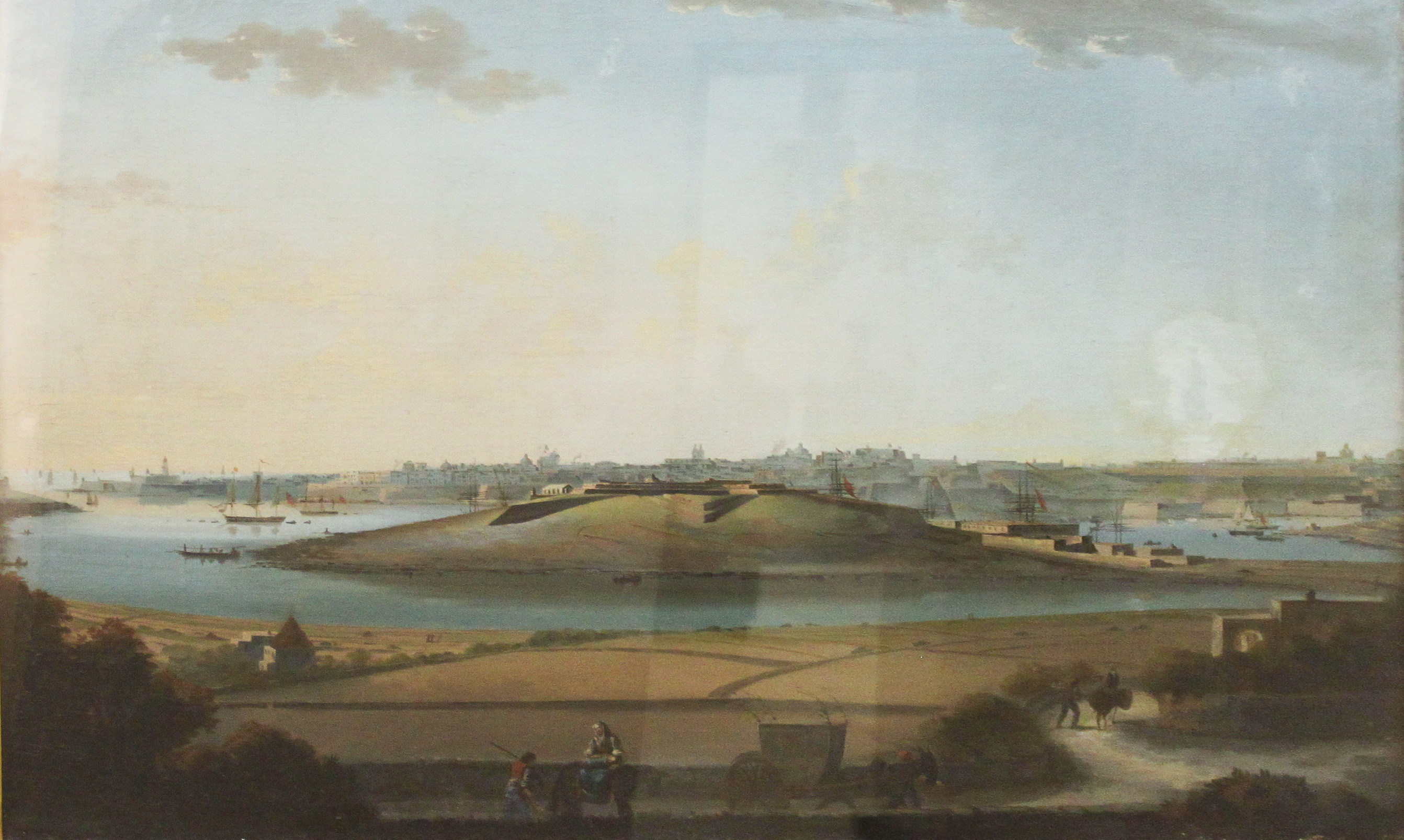
Peinture du début du XIXe siècle représentant l'île Manoel et le quartier du lazaret

Malheureusement, dès le 16 avril, la maladie fait son apparition dans la capitale. La première victime est la petite Anna Maria Borg, 8 ans, fille d'un cordonnier, Salvatore Borg, de la rue Saint-Paul. L'enfant meurt en quelques jours sans que la nature du mal ait été reconnue. C'est ensuite au tour de sa mère de tomber malade et de succomber. Cette fois, l'alerte est donnée et le diagnostic de peste confirmé après l'autopsie de la mère. Quand le cordonnier lui-même tombe malade et est conduit au lazaret, la panique s’empare de la rue Saint-Paul, de nombreuses familles choisissant de s'enfuir. Il semble qu'avant le départ du San Nicola, des gardes soient parvenus à monter dans le bateau et voler une partie de la cargaison de lin, avant de cacher le butin chez un marchand de vin, puis de le revendre au cordonnier qui était aussi contrebandier et recéleur,.
Après quelques jours, l'archipel est placé sous embargo. Les tribunaux, théâtre et les lieux publics sont fermés le 5 mai et les églises le 8 mai. La nature de la contagiosité de la maladie, et sa transmission par la puce du rat n'était pas encore connue (il faudra pour ça attendre la fin du XIXe siècle avec les travaux d'Alexandre Yersin et de Paul-Louis Simond), ce qui explique l'absence de décontamination efficace des locaux et la diffusion de la maladie. La maladie progresse d'abord lentement et beaucoup ne croient pas à la réalité de la peste. Mais à partir du 16 mai, la progression s'accélère. Le père et le fils de Salvatore Borg sont atteints, puis rapidement d'autres rues de La Valette sont infectées : les rues Reale, San Christoforo, San Giuseppe, Pozzi et San Giovanni. Bientôt la peste se répand dans toute la capitale. Chaque chef de famille est tenu de signaler le moindre signe de maladie dans son foyer. Mais certains répugnent à être conduits au lazaret et cachent leurs symptômes. Un édit est alors pris, punissant de mort toute omission de signalement. C'est ainsi que le 17 août, Antonio Borg est exécuté en pleine rue de Merchants Street à La Valette pour avoir sciemment dissimulé qu'il était porteur du fléau alors qu'il continuait son activité de cocher.
L'épidémie progresse aussi dans le reste de l'île ; le 21 mai, cinq habitants de Mdina sont atteints puis Birkirkara où 3 000 habitants de La Valette avaient trouvé refuge, propageant bien évidemment la maladie.
Les malades sont initialement transférés au lazaret de l'île Manoel mais celle-ci est vite bondée. Des hôpitaux de confinement sont alors improvisés, comme à la Villa Bighi à Kalkara, ou une partie du couvent de Saint-Dominique à Rabat. Mais ces endroits se révèlent eux aussi insuffisants, des cabanes sont alors installées près de la Porte des Bombes et vers les bastions de Floriana. Ces habitations, hâtivement construites en bois, exposées au soleil du printemps et à la chaleur réfléchie par les bastions rendaient leurs séjour particulièrement pénibles.

## Changement de gouverneur et diminution de l'épidémie à Malte

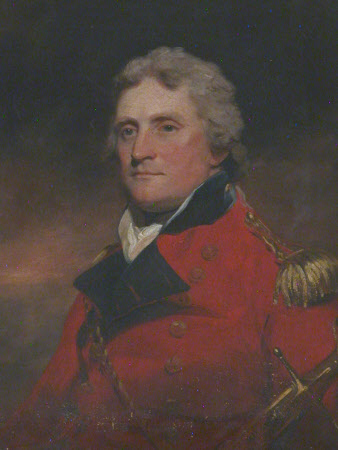
Le gouverneur démissionnaire Hildebrand Oakes

En pleine épidémie, le gouverneur britannique, Hildebrand Oakes, démissionne; peut-être dépassé par les évènements ou craignant pour sa survie. Il est remplacé par Thomas Maitland qui arrive sur place le 3 octobre 1813, alors que l'épidémie s'essouffle. Le nouveau gouverneur prend immédiatement des mesures énergiques. Les prisonniers sont réquisitionnés pour s'occuper des nombreux cadavres. Mais ils meurent si vite qu'il faut les remplacer par des prisonniers venus de Sicile. Des mesures encore plus restrictives sont prises pour limiter les déplacements dans l'île, et abandonner la culture du coton, jugée dangereuse. Les villes les plus touchées sont Qormi, Ħaż-Żebbuġ et Birkirkara, qui sont isolées par un cordon sanitaire militairement gardé pour empêcher les habitants de propager le fléau. Que ce soit la fin naturelle de l'épidémie ou par l'efficacité des mesures prises, la maladie recule et l'île de Malte est déclarée indemne de peste le 29 janvier 1814, même si Qormi est laissé sous quarantaine jusqu'en mars.

## L'épidémie à Gozo
Malheureusement, l'île de Gozo, épargnée jusque-là, est elle aussi touchée par la peste le 22 février 1814 à Xagħra. Le 13 mars 1814, Joseph Said de Xagħra, connu pour être atteint de la peste est retrouvé errant et délirant dans la rue. Il est abattu par un adjudant de police. Les mesures immédiatement prises à Gozo permettent de mieux maitriser la situation qu'à Malte, seules 98 victimes seront déplorées.
Finalement la peste est définitivement éradiquée en septembre 1814.

## Bilan
L'épidémie fait 4 668 morts sur une population maltaise estimée à environ 100 000 individus, soit une mortalité totale de 4,6%.
Les taux de mortalités sont très variables selon les endroits. Certaines villes sont particulièrement touchées, comme Żebbuġ où meurent 691 habitants sur 4700 entre mai et octobre 1813 (soit 14,7 % de la ville). Le taux est comparable à Qormi. En revanche, les villages voisins de Siggiewi et Zurrieq, avec une population d'environ 3 500 personnes, n'ont eu que 9 et 6 décès. Même La Valette où commence l'épidémie a mieux résisté, perdant tout de même 8 % de sa population.
À Gozo, 96 victimes sur environ 15 000 gozitains, donnent une mortalité de 0,6%.
La peste est responsable de ruptures économiques avec les partenaires de Malte et d'importantes dépenses du gouvernement britannique. L'industrie du coton, pratiquée à Malte depuis le Moyen Âge, s'effondre au profit du Levant pour être remplacée à Malte par de la culture céréalière. Certains ports refuseront les navires maltais jusqu'en 1826.